# Oriflamme
Oriflamme je bila sveta zastava opatije Sv. Denisa, samostana blizu Pariza. Zastava je bila rdeča ali oranžno-rdeča in je bila obešena na konici kopja. Njeni barvni kraki naj bi ponazarjali, da je bila zastava pomočena v kri obglavljenega sv. Denisa. Oriflamme je kasneje postala zaščitni simbol kralja Francije. Kadar se je kraljeva vojska spopadla s sovražnikom, je bila oriflamme nošena v prvi bojni vrsti. »Zastavonoša oriflamme« (francosko Porte Oriflamme) je postala pomembna služba velike časti, saj je bilo prenašanje tega dobro vidnega simbola med bitko zelo nevarno.
Ime zastave izvira iz latinskega: aurea flamma, v prostem prevodu kot »zlati plamen«.

## Slavni nosilcioriflamme
- Geoffroi de Charny - 14. stoletje - vitez in avtor številnih del o viteštvu. Umrl je v Poitiersu, ko je branil zastavo.
- Arnoul d'Audrehem - 14. stoletje, francoski maršal.